# Hessfjord
Hessfjord est une localité du comté de Troms, en Norvège.

## Géographie
Administrativement, Hessfjord fait partie de la kommune de Karlsøy.